# КУД Драинац Блаце
КУД „Драинац” у Блацу је фолклорни ансамбл који делује у оквиру Културног центра „Драинац”.
Првобитно ова секција са већим или мањим успехом у раду са озбиљнијим радом почиње крајем 2006. године. Са око 40 полазника крајем 2006. године, ансамбл „Драинац” нарастао је до око 160 полазника крајем 2010. године. Организован је по узрастима у пет старосних група – од најмлађих предшколаца до ветерана. У оквиру јавних наступа и гостовања у земљи и иностранству, фолклорни ансамбл „Драинац“ остварио је успешну сарадњу са више домаћих и страних Културно уметничких друштава и удружења.
Од половине 2015. године у оквиру Фолклорног ансамбла постоји и женска певачка етно група.